# 앳킨슨 지수

앳킨슨 지수는 평가자의 주관적 가치 판단을 고려하여 소득 분배의 불평등 정도를 나타내는 지수이다.

## 도입 배경
영국의 경제학자인 앤서니 앳킨슨은 기존의 불평등도지수가 암묵적으로 도입하고 있는 가치판단에 문제가 있을 수 있음을 지적하고, 아예 처음부터 어떤 명백한 가치판단을 전제로 하는 불평등도지수를 만들어 사용할 것을 제의하였다.

## 개요
균등분배의 전제하에서 지금의 사회후생수준을 가져다 줄 수 있는 평균소득이 얼마인가를 주관적으로 판단하고 그것과 한 나라의 1인당 평균소득을 비교하여 그 비율을 따져보는 것이다. 앳킨슨지수는 평가자의 주관적 가치판단을 고려하는 지수로 소득분배가 불평등하다고 여길수록 지수가 커진다.
이 지수는 소득가중치를 {\displaystyle \varepsilon } 로 치환하여 규범측정로 전환 할 수 있다.
더 큰 가중치는 “불평등회피”의 수준을 적절한 {\displaystyle \varepsilon } 선택함으로써 소득분배 특정부분의 변화에 주어질 수 있다.
{\displaystyle \varepsilon } 의 값이 1에 다가갈수록 소득분배의 하단은 더욱 민감하게 변화한다. 반대로 불평등회피 수준이( {\displaystyle \varepsilon }가 0으로 접근) 떨어질수록 앳킨슨지수는 소득분배 상단부에서 더욱 민감하게 된다.
앳킨슨지수는 자원의 완전한 재분배를 가정하여 얻은 사회적 효용의 총량을 정량화 하기 때문에 {\displaystyle \varepsilon } 값은 “소득회피매개변수(income aversion parameter)”라고 불린다.
{\displaystyle \varepsilon } = 0일때, (불평등하지 않을때) 완전한 재분배를 통한 사회적효용이 없다고 가정하면 앳킨슨지수 {\displaystyle (A_{\varepsilon })}는 0이다.
{\displaystyle \varepsilon } = {\displaystyle \infty } (불평등할때) 완전한 재분배를 통한 사회적효용이 무한할 때 앳킨슨지수 {\displaystyle (A_{\varepsilon })}는 0이다.
앳킨슨지수 {\displaystyle (A_{\varepsilon })}는 0과 1사이의 값을 갖고 주어직 소득분배의 완전한 재분배에 의해 얻을 수 있는 사회적효용의 총 양을 측정한다.
완전재분배에 따른 사회적효용의 개인적 가치판단에 따라 {\displaystyle \varepsilon }의 값이 결정되고 서로 다른 소득 분포는{\displaystyle \varepsilon }의 값에 따라 비교할 수 있다. 낮은 {\displaystyle (A_{\varepsilon })}의 값은 낮은 사회적효용을 얻는다는 것을 뜻하고 높은 값은 많은 사회적효용을 얻는다는 뜻이다.
낮은 {\displaystyle \varepsilon } 값은 불평등 회피의 특정정도를 주어줌으로써 높은 값보다 더 평등한 분배를 나타낸다.
앳킨슨지수는 다음과 같이 정의 된다.
{\displaystyle A_{\varepsilon }(y_{1},\ldots ,y_{N})={\begin{cases}1-{\frac {1}{\mu }}\left({\frac {1}{N}}\sum _{i=1}^{N}y_{i}^{1-\varepsilon }\right)^{1/(1-\varepsilon )}&{\mbox{for}}\ \varepsilon \in \left[0,1\right)\cup \left(1,+\infty \right)\\1-{\frac {1}{\mu }}\left(\prod _{i=1}^{N}y_{i}\right)^{1/N}&{\mbox{for}}\ \varepsilon =1,\end{cases}}}
{\displaystyle y_{i}}는 개개인의 소득 (i = 1, 2, ..., N)을 뜻하고 {\displaystyle \mu }는 소득의 평균을 나타낼때,
앳킨슨지수는 다음과 같은 공리를 따른다.
1. 이 지수는 이 조건에서 대칭적이다. 어느 순열 값 {\displaystyle \sigma }에서 식 {\displaystyle A_{\varepsilon }(y_{1},\ldots ,y_{N})=A_{\varepsilon }(y_{\sigma (1)},\ldots ,y_{\sigma (N)})}  이 성립할때
2. 이 지수는 음이아닌 0이상의 실수이며, 모든소득이 같을때에만 0과 같아진다.  {\displaystyle A_{\varepsilon }(y_{1},\ldots ,y_{N})=0iffy_{i}=\mu } for all i.
3. 이 지수는 양도의원리를 만족한다. 만약 개인의 소득 {\displaystyle y_{i}}  으로부터의 양도의 변화값이 0보다 크다면{\displaystyle (\Delta >0)}그 값은 다른 한사람의 소득 {\displaystyle y_{j}}에서 오므로({\displaystyle y_{i}-\Delta >y_{j}+\Delta } 가 됨), 이 불평등지수는 증가하지 않는다.
4. 이 지수는 인구증가의 공리를 만족한다. 만약 새로운 인구가 기존의 인구를 무작위 복제한다해도 부등식은 똑같이 남는다. {\displaystyle A_{\varepsilon }(\{y_{1},\ldots ,y_{N}\},\ldots ,\{y_{1},\ldots ,y_{N}\})=A_{\varepsilon }(y_{1},\ldots ,y_{N})}
5. 이 지수는 독립 평균이나 소득 동질성 공리를 만족한다. 모든 소득이 양의값으로 곱해진다해도 부등식은 변화가없다.  {\displaystyle A_{\varepsilon }(y_{1},\ldots ,y_{N})=A_{\varepsilon }(ky_{1},\ldots ,ky_{N})foranyk>0} (양의 k에 대해 0차동차).
6. 이 지수는 다른 부분군에도 분석할 수 있다. 인구전체의 부등식은 각 앳킨슨지수들의 합으로 계산할 수 있으며 각 그룹 평균 소득의 앳킨슨 지수는 :
{\displaystyle A_{\varepsilon }(y_{gi}:g=1,\ldots ,G,i=1,\ldots ,N_{g})=\sum _{g=1}^{G}w_{g}A_{\varepsilon }(y_{g1},\ldots ,y_{g,N_{g}})+A_{\varepsilon }(\mu _{1},\ldots ,\mu _{G})}
{\displaystyle g}는 그룹을 뜻하며  {\displaystyle i}는 각그룹들의 개인들,   {\displaystyle \mu _{g}}는 각그룹의 평균소득, {\displaystyle g} 와 가중치 {\displaystyle w_{g}}  는 {\displaystyle \mu _{g}}, {\displaystyle \mu }, {\displaystyle N} 와  {\displaystyle N_{g}} 에 따라 결정된다.
다른 부분군-분석가능 원칙은 매우 제한적이다. 지니계수를 포함한 많은 대중적인 지수들은 이러한 정리를 만족하지 못한다.

## 참고 자료
- 박은태 (2011년 3월 9일). 〈불평등지수〉. 《경제학사전》. 경연사(네이버 지식백과 제공). 2014년 7월 4일에 확인함.

- “앳킨슨 지수”. 기획재정부 시사경제용어. 2014년 7월 4일에 확인함.

- Atkinson, AB (1970) On the measurement of inequality. Journal of Economic Theory, 2 (3), pp. 244–263, doi:10.1016/0022-0531(70)90039-6. The original paper proposing this inequality index.
- Allison PD (1978) Measures of Inequality, American Sociological Review, 43, pp. 865–880. Presents a technical discussion of the Atkinson measure's properties. There is an error in the formula for the Atkinson index, which is corrected in Allison (1979).
- Allison, PD (1979) Reply to Jasso. American Sociological Review 44(5):870–72.
- Biewen M, Jenkins SP (2003). Estimation of Generalized Entropy and Atkinson Inequality Indices from Complex Survey Data. IZA Discussion Paper #763. Provides statistical inference for Atkinson indices.
- Lambert, P. (2002). Distribution and redistribution of income. 3rd edition, Manchester Univ Press, ISBN 978-0-7190-5732-8.
- Sen A, Foster JE (1997) On Economic Inequality, Oxford University Press, ISBN 978-0-19-828193-1. (Python script 보관됨 2010-03-25 - 웨이백 머신 for a selection of formulas in the book)
- World Income Inequality Database 보관됨 2011-03-13 - 웨이백 머신, from World Institute for Development Economics Research
- Income Inequality, 1947–1998, from 미국 인구 조사국.